# Bill Lawrence (gitarrbyggare)
Bill Lawrence, född Willi Lorenz Stich den 24 mars 1931 i Wahn-Heide i närheten av Köln, Tyskland, död 2 november 2013 i Los Angeles.
Han är främst känd som designer, konstruktör och innovatör av elgitarrer och gitarrmikrofoner. Han har samarbetat med bland andra Fender och Gibson, bland mycket annat är han mannen bakom Gibson L6S och Fenders  L-280 "noisefree"-mikrofoner.
Han var även en framstående gitarrist, och sin första mikrofon lindade han till sig själv redan 1948 för att höras i det tämligen högljudda jazzband han spelade i.
2009 förlorade Bill Lawrence efter en infekterad tvist med förre kompanjonen Jzchak Wjajcman den exklusiva rätten att sälja gitarrmikrofoner under sitt eget namn. Wjajcman kopierade Lawrence' konstruktioner och de säljs nu under varumärket Bill Lawrence USA. Bill Lawrence själv fortsatte sälja sina mikrofoner under namnet Wilde Pickups (hans hustrus efternamn). Detta har gett upphov till den märkliga situationen att till exempel Bill Lawrence-konstruktionen L500XL finns att köpa i två versioner, dels under märket Wilde, dels under märket Bill Lawrence USA.
Företaget Wilde Pickups drivs vidare efter Bills död av änkan Becky och dottern Shannon.